# Diskcopy

diskcopy est une commande MS-DOS qui copie le contenu de la disquette dans le lecteur source sur une disquette formatée ou non dans le lecteur de destination.

## Sources et références
1. ↑  « Diskcopy », sur technet.microsoft.com (consulté le 31 janvier 2018)